# Енґісікі
Енґісікі (яп. 延喜式, «Методики доби Енґі») — японське історичне писання, книга про закони та звичаї їхньої культури. Основна частина писання була завершена у 927 році. 

## Історія
У 905 році імператор Дайґо наказав скласти збірку Енґісікі. 
Фудзівара но Токіхіра розпочав дану роботу, але вона зупинилась після його смерті, що настала через чотири роки (909). Його брат Фудзівара но Тадахіра продовжив створення писання у 912 і завершив у 927 році.   
Після ряду перевірок робота використовувалась як основа для реформи, що відбулась у 967 році. 

## Зміст
Писання складається з п'ятидесяти томів й складається з таких частин: 
- 1-10 том: Частина про Дзінґікан. Окрім регулювання обрядів та богослужіння у святилищі Ісе та Сайку, ця частина Енґісікі містить тексти богослужінь, тут перераховані усі 2861 синтоїстських святинь, що існували на той час, і перераховано 3131 офіційно визнаних Камі. [2] Феліція Ґрессіт Бок опублікувала двотомний анотований переклад з англійської мови з вступом під назвою Енґісікі; «Методики доби Енґі» в 1970 році.[3]
- 11-40 том: Частина про Дайдзьокан та Вісім Міністрів.
- 41-49 том: Інші частини.
- 50 том: Різні закони.

## Рукопис
Оригіналу Енґісікі вже не існує, і більшість старих рукописів періодів Муроматі та Сенґоку були втрачені. Найдавніші рукописи є частиною колекцій сімейства Кудзьо у Токійському національному музеї та храмі Конгодзі в Кавачі-Наґано, Осака.